# Julius Drake
Pour les articles homonymes, voir Drake.
Julius Drake (né à Londres le 5 avril 1959) est un pianiste britannique spécialisé dans l'accompagnement de mélodies et lieder ainsi que musicien de chambre.

## Biographie
Drake effectue ses études musicales à la Purcell School et au Royal College of Music ; he fait ses débuts en tant que professionnel à la salle Purcell en 1981 et développe ses affinités pour la musique de Robert Schumann. Drake est actuellement professeur à la Royal Academy of Music et professeur invité du Royal Northern College of Music de Manchester ; Il réside à Londres avec sa femme et ses deux enfants. Entre deux concerts, enregistrements ou cours, Julius Drake est impliqué activement dans le « Jean Meikle Music Trust », un organisme de bienfaisance créé en commémoration de sa mère. Drake est l'oncle de Sophie Hunter, directrice de théâtre et d'opéra.
Drake a été directeur du festival international de musique de chambre de Perth en Australie de 2000 à 2003 et directeur musicale de la metteur en scène Deborah Warner pour le Journal d'un disparu de Janáček, produit à Munich, Londres, Dublin, Amsterdam et New York ; Il a été le directeur artistique du « Leeds Lieder » en 2009 et a dirigé le Machynlleth Festival au Pays de Galles, entre 2009 et 2011. Il a conçu des programmes de mélodies pour le Wigmore Hall de London, la BBC, le Concertgebouw d'Amsterdam et le Middle Temple Hall à Londres avec des chanteurs tels que Thomas Allen, Olaf Bär, Ian Bostridge, Alice Coote, Angelika Kirchschlager, Sergei Leiferkus (en), Felicity Lott, Katarina Karnéus, Christopher Maltman (en), Mark Padmore, Amanda Roocroft (en), et Willard White. Il est aussi le partenaire de longue date du hautboïste Nicholas Daniel
Drake a effectué nombre d'enregistrements, notamment un film de David Alden en 1997, sur le Winterreise de Schubert pour la chaîne de télévision Channel 4 avec Ian Bostridge.

## Discographie sélective
- Tchaikovski, Romances avec Christianne Stotijn (Onyx, 2009)
- Ravel, Mélodies avec Gerald Finley (Hyperion, 2009)
- Lorraine Hunt Lieberson concert au Wigmore Hall (2008)
- Gerald Finley concert au Wigmore Hall (2008)
- Schumann, Dichterliebe et autres lieder sur des textes de Heine (Hyperion, 2008)
- Grieg, Mélodies avec Katarina Karnéus (Hyperion, 2008)
- Ives, Mélodies (volume 11), Romanzo di Central Park avec Gerald Finley (Hyperion, 2008)
- Barber, Mélodies avec Gerald Finley (Hyperion, 2007)
- Christopher Maltman concert au Wigmore Hall (2007)
- Pasión! avec Joyce diDonato (Eloquentia, 2007)
- Gustav Mahler, Urlicht (lieder) avec Christianne Stotijn (Onyx, 2006)
- Songs of Venice avec Joyce diDonato (Wigmore Hall, 2006)
- Voyage à Paris avec Lynne Dawson (Berlin Classics, 2005)
- Schubert, 25 Lieder avec Ian Bostridge (EMI Classics, 2005)
- Mélodies française avec Ian Bostridge (EMI Classics, 2005)
- Alice Coote - Mélodies (EMI Classics, 2003)
- Chostakovitch: Sonates avec Annette Batorldi (Naxos, 2003)
- Britten, Canticles & Folksongs avec Ian Bostridge (Virgin Classics, 2002)
- The English Songbook avec Ian Bostridge (EMI Classics, 2002)
- Sibelius, Mélodies avec Katarina Karnéus (Hyperion, 2002)
- Ivor Gurney, Seaven Meadows avec Paul Agnew (Hyperion, 2001)
- Schubert, Lieder volume II avec Ian Bostridge (EMI Classics, 2001)
- Henze, Lieder avec Ian Bostridge (EMI Classics, 2001)
- Schumann, Lieder avec Sophie Daneman (EMI Classics, 2001)
- Schumann, Liederkreis & Dichterliebe etc. avec Ian Bostridge (EMI Classics, 1998)[6]